# Думи на обич
„Думи на обич“ (на английски: Terms of Endearment) е американски трагикомичен филм от 1983 г. на режисьора Джеймс Брукс. Сценарият, написан от Брукс, е базиран на едноименния роман на Лари Макмъртри.

## Актьорски състав
| Актьор        | Роля                |
| ------------- | ------------------- |
| Шърли Маклейн | Аврора Грийнуей     |
| Дебра Уингър  | Ема Грийнуей-Хортън |
| Джак Никълсън | Гарет Брийдлав      |
| Дани Де Вито  | Върнън Даларт       |
| Джеф Даниълс  | Флап Хортън         |
| Джон Литгоу   | Сам Бърнс           |

## Награди и номинации
| Категория                           | Номиниран(и)            | Резултат                |
| Оскар (9 април 1984 г.)             | Оскар (9 април 1984 г.) | Оскар (9 април 1984 г.) |
| ----------------------------------- | ----------------------- | ----------------------- |
| Най-добър филм                      | Най-добър филм          | награда                 |
| Най-добър режисьор                  | Джеймс Брукс            | награда                 |
| Най-добър адаптиран сценарий        | Джеймс Брукс            | награда                 |
| Най-добра женска роля               | Шърли Маклейн           | награда                 |
| Най-добра поддържаща мъжка роля     | Джак Никълсън           | награда                 |
| Най-добри декори                    | Най-добри декори        | номинация               |
| Най-добър звук                      | Най-добър звук          | номинация               |
| Най-добър филмов монтаж             | Ричард Маркс            | номинация               |
| Най-добра филмова музика            | Майкъл Гор              | номинация               |
| Най-добра женска роля               | Дебра Уингър            | номинация               |
| Най-добра поддържаща мъжка роля     | Джон Литгоу             | номинация               |
| Награда на БАФТА (5 март 1985 г.)   |                         |                         |
| Най-добра актриса в главна роля     | Шърли Маклейн           | номинация               |
| Златен глобус (28 януари 1984 г.)   |                         |                         |
| Най-добър филм – драма              | Най-добър филм – драма  | награда                 |
| Най-добър сценарий                  | Джеймс Брукс            | награда                 |
| Най-добра актриса в драматичен филм | Шърли Маклейн           | награда                 |
| Най-добър актьор в поддържаща роля  | Джак Никълсън           | награда                 |
| Най-добър режисьор                  | Джеймс Брукс            | номинация               |
| Най-добра актриса в драматичен филм | Дебра Уингър            | номинация               |